# Dwele
Dwele (* 14. Februar 1978 in Detroit; bürgerlicher Name Andwele Gardner) ist ein US-amerikanischer Soul-Sänger, Musiker, Songschreiber und Produzent.

## Karriere
Ersten Erfolg hatte Dwele 2002 als Gast auf der Single Tainted von Slum Village. Sein Debütalbum Subject erschien im Sommer 2003 bei Virgin Records. Sie enthält seinen bislang einzigen Solohit in den offiziellen US-Charts, Find a Way. Sein zweites Album Some Kinda … erschien im Oktober 2005 und beinhaltete die Single I Think I Love U. Dwele ist auf den Platten von Slum Village und J Dilla zu hören.
Multiinstrumentalist Dwele spielte auf seinen Alben Gitarre, Bass, Piano und sogar die Bläserarrangements selbst ein. Als Inspiration bezeichnet er Donny Hathaway, Miles Davis, Marvin Gaye und Stevie Wonder.
Als Gast bei Kanye Wests Flashing Lights erreichte er erstmals die Top 40 der Singles-Charts und nicht nur in den USA, sondern auch in Großbritannien. Im Sommer 2008 schaffte es sein drittes Album … Sketches of a Man erstmals auch unter die Top 40 in den USA.

## Diskografie

### Alben
- 2003: Subject
- 2005: Some Kinda...
- 2008: …Sketches of a Man
- 2008: The Dresden Soul Symphony (Live-Album)
- 2010: W.ants W.orld W.omen
- 2012: Greater Than One

### Singles
- 2002: Tainted (mit Slum Village)
- 2003: Find a Way
- 2007: Flashing Lights (mit Kanye West)
- 2010: Power (mit Kanye West, DE: Platin)